# Stempellinella apicula
Stempellinella apicula är en tvåvingeart som beskrevs av Guo och Wang 2005. Stempellinella apicula ingår i släktet Stempellinella och familjen fjädermyggor. Inga underarter finns listade i Catalogue of Life.